# Double-Action
「Double-Action」（ダブル・アクション）は、テレビ朝日系特撮テレビドラマ『仮面ライダー電王』のエンディングテーマ（挿入歌）である。
「同じではないが違わない」という、矛盾をはらんだテーマの元に製作された。製作スタッフの間では、電王の形態変化に合わせて『フォームチェンジ』と呼ばれている。
劇中では主に戦闘シーンに流れる。登場人物の性格に合わせた複数のアレンジバージョンが存在し、それぞれに劇中の台詞を織り交ぜた編成になったセリフ入りバージョンもある。
「Double-Action」の兄弟曲「Action-ZERO」「Real-Action」も本項で説明する。

## Double-Action

### 『Double-Action』
佐藤健が演じる野上良太郎と、関俊彦が声を担当するモモタロスが歌う仮面ライダー電王 ソードフォームのテーマソング。ユーロビート調のアップテンポな楽曲。後述の各「〜form」のベース曲ともなっている。
制作開始当初は「Climax Jump」と共に『電王』のオープニングテーマの最終候補であった。
収録曲
1. Double-Action
歌：野上良太郎（佐藤健） & モモタロス（関俊彦）
作詞：藤林聖子 / 作曲・編曲：LOVE+HATE
2. Double-Action モモタロスセリフver.
3. Double-Action instrumental

### 『PERFECT-ACTION -DOUBLE-ACTION COMPLETE COLLECTION-』
先行してシングル発売された「Double-action」に加え「Rod form」「Ax form」「Gun form」を収録したミニアルバム。通常バージョンだけでなく、セリフ入りバージョンとinstrumentalとその4曲のリミックス版を収録している。ミニアルバムのフォーマットとして発売されたがオリコンチャートではシングルとして集計され、デイリーチャートで最高4位、ウィークリーチャートでは初登場6位を獲得した。
「Double-Action モモタロスセリフver.パート2」は、シングル『Double-Action』に収録された「Double-Action モモタロスセリフver.」とはセリフ部分が異なる。
TVサイズは2007年6月27日発売の「仮面ライダー電王オリジナルサウンドトラック」に先行して収録され、TVサイズのセリフ入りバージョンも着うたフル限定で配信された。いずれも2008年1月16日発売「仮面ライダー電王 COMPLETE CD-BOX」に再収録された。
収録曲
1. Double-Action
2. Double-Action Rod form
歌：野上良太郎（佐藤健） & ウラタロス（遊佐浩二）
作詞：藤林聖子 / 作曲：LOVE+HATE / 編曲：酒井陽一
仮面ライダー電王 ロッドフォームのテーマソング。軽快なスカ調にアレンジされ、歌詞やメロディラインも一部変更されている。第8話より使用されたが、その時点ではタイトル未定であり、オープニング中では単にエンディングテーマと表記された。
3. Double-Action Ax form
歌：野上良太郎（佐藤健） & キンタロス（てらそままさき）
作詞：藤林聖子 / 作曲：LOVE+HATE、鳴瀬シュウヘイ / 編曲：鳴瀬シュウヘイ
仮面ライダー電王 アックスフォームのテーマソング。他のバージョンとの差別化を図った結果、演歌調となった。第15話より使用。
4. Double-Action Gun form
歌：野上良太郎（佐藤健） & リュウタロス（鈴村健一）
作詞：藤林聖子 / 作曲：LOVE+HATE、鳴瀬シュウヘイ / 編曲：鳴瀬シュウヘイ
仮面ライダー電王 ガンフォームのテーマソング。ヒップホップ調にアレンジされ、ラップ、英語の多用が見られる。第17話より使用。使用箇所が戦闘場面に限られる他のバージョンとは異なり、リュウタロスの性格上、リュウタロスが登場する様々なシーンで使用される。
5. Double-Action モモタロスセリフver.パート2
6. Double-Action Rod form ウラタロスセリフver.
7. Double-Action Ax form キンタロスセリフver.
8. Double-Action Gun form リュウタロスセリフver.
9. Double-Action Instrumental
10. Double-Action Rod form Instrumental
11. Double-Action Ax form Instrumental
12. Double-Action Gun form Instrumental
13. Double-Action Bonus form (Bonus Track)

### 『Double-Action Coffee form』
ナオミと野上愛理が歌う「コーヒー」をテーマにした「Double-Action」。「Double-Action Piano form3.4」も収録。
収録曲
1. Double-Action Coffee form
歌：ナオミ（秋山莉奈） & 愛理（松本若菜）
作詞：藤林聖子 / 作曲：LOVE+HATE・鳴瀬シュウヘイ / 編曲：鳴瀬シュウヘイ
2. Double-Action Coffee form ナオミ＆愛理 セリフVer.
3. Double-Action Coffee form Instrumental
4. Double-Action Piano form3
5. Double-Action Piano form4

### 『Double-Action GAOH form』
仮面ライダーガオウのテーマソング。「Double-Action」唯一のソロ曲となる。 
2007年10月24日発売の「劇場版 仮面ライダー電王 俺、誕生! オリジナルサウンドトラック」に牙王 セリフverと共に収録されている。なお、instrumental はCD-BOXにのみ収録されている。
『俺、誕生!』ファイナルカット版で使用される。
Double-Action GAOH form
歌：牙王（渡辺裕之）
作詞：藤林聖子 / 作曲：LOVE+HATE / 編曲：鳴瀬シュウヘイ

### 『Double-Action Wing form』
仮面ライダー電王 ウイングフォームのテーマソング。TVシリーズ最終回および『劇場版 仮面ライダー電王 俺、誕生!』ファイナルカット版にて使用された。なお最終回EDクレジットでは「Climax Jump Wing form」と表記されているが、これは誤記である。なお、この誤記はDVD（Vol.12）でも修正されていない。放送終了後の2008年3月26日にリリースされた。CDシングルは番組終了後にもかかわらず最高位5位（オリコン）となり、根強い人気を見せつけた。
佐藤健が野上良太郎として歌唱した最後の楽曲となる。
このシングルCDにはジークセリフVer.は収録されておらず、2008年5月21日発売の『俺、誕生!』 ファイナルカット版の初回生産限定CDにのみ収録された。
収録曲
1. Double-Action Wing form
野上良太郎（佐藤健） & ジーク（三木眞一郎）
作詞：藤林聖子 / 作曲：LOVE+HATE、鳴瀬シュウヘイ / 編曲：鳴瀬シュウヘイ
2. Double-Action Wing form instrumental
3. Action-ZERO Piano form

### 『Double-Action  CLIMAX form』
2008年4月12日公開の劇場版『劇場版 仮面ライダー電王&キバ クライマックス刑事』主題歌。通常版CDに加え各イマジン別にジャケット・ボーナストラック違いのDVD付きCDが全6種類発売される。シングル売上は最高位3位（オリコン）となった。
DVDにはモモタロス・ウラタロス・キンタロス・リュウタロス・デネブ出演のMVが収録される。
収録曲
1. Double-Action CLIMAX form
歌：モモタロス（関俊彦）、ウラタロス（遊佐浩二）、キンタロス（てらそままさき）、リュウタロス（鈴村健一）、デネブ（大塚芳忠）
作詞：藤林聖子 / 作曲：LOVE+HATE、鳴瀬シュウヘイ / 編曲：鳴瀬シュウヘイ
2. Double-Action CLIMAX form モモ ウラ キン リュウ デネブ セリフVer
3. Double-Action CLIMAX form モモタロス セリフVer.
4. Double-Action CLIMAX form ウラタロス セリフVer.
5. Double-Action CLIMAX form キンタロス セリフVer.
6. Double-Action CLIMAX form リュウタロス セリフVer.
7. Double-Action CLIMAX form デネブ セリフVer.
クレジットには表記されていないがラストに桜井侑斗（CV.中村優一）のセリフが収録されている。
8. Double-Action CLIMAX form instrumental
9. Double-Action CLIMAX form Sword-RAP（Bonus Track）
TRACK9は5種発売されたDVD付きCDのボーナストラックとして「Sword-RAP」「Rod-RAP」「Ax-RAP」「Gun-RAP」「Vega-RAP」各バージョンが収録される。

### 『Double-Action Strike form』
劇場版『仮面ライダー×仮面ライダー×仮面ライダー THE MOVIE 超・電王トリロジー EPISODE BLUE 派遣イマジンはNEWトラル』主題歌。「Double-Action CLIMAX form」以来2年ぶりとなる「Double-Action」新曲。幸太郎とテディのそれぞれソロで歌ったバージョンも収録。
収録曲
1. Double-Action Strike form
歌：野上幸太郎（桜田通） & テディ（小野大輔）
作詞：藤林聖子 / 作曲：LOVE+HATE、Ryo / 編曲：Ryo
2. Double-Action Strike form 幸太郎 solo edit.
3. Double-Action Strike form テディ solo edit.
4. Double-Action Strike form instrumental

## Double-Actionの兄弟曲

### 『Action-ZERO』
仮面ライダーゼロノスのテーマソング。
2008年にはイントロ部分がスポーツワイド プロ野球ニュース（フジテレビ739）のオープニング曲に使用された。
収録曲
1. Action-ZERO
歌：桜井侑斗（中村優一） & デネブ（大塚芳忠）
作詞：藤林聖子 / 作曲・編曲：LOVE+HATE
2. Action-ZERO 侑斗＆デネブ  セリフVer.
3. Action-ZERO instrumental

### 『Real-Action』
仮面ライダー電王 ライナーフォームのテーマソング。「Double-Action Coffee form」と同日発売。
「Double-Action Piano form1.2」も収録。
収録曲
1. Real-Action
歌：野上良太郎（佐藤健）
作詞：藤林聖子 / 作曲：Ryo
2. Real-Action 良太郎セリフVer.
3. Real-Action instrumental
4. Double-Action Piano form 1
5. Double-Action Piano form 2

### 『Action-ZERO 2010』
劇場版『仮面ライダー×仮面ライダー×仮面ライダー THE MOVIE 超・電王トリロジー EPISODE RED ゼロのスタートウィンクル』の主題歌。
「Action-ZERO」約3年ぶりの新曲でバラード調にアレンジしている。侑斗とデネブのそれぞれソロで歌ったバージョンも収録。
収録曲
1. Action-ZERO 2010
歌：桜井侑斗（中村優一） & デネブ（大塚芳忠）
作詞：藤林聖子 / 作曲・編曲：LOVE+HATE
2. Action-ZERO 2010 侑斗 solo edit.
3. Action-ZERO 2010 デネブ solo edit.
4. Action-ZERO 2010 instrumental